# Nozomu Katō
Nozomu Katō (jap. 加藤 望 Katō Nozomu; ur. 7 października 1969) – japoński piłkarz występujący na pozycji pomocnika.

## Kariera klubowa
Od 1992 do 2008 roku występował w klubach Kashiwa Reysol i Shonan Bellmare.